# チャールズ・ヴィダー
チャールズ・ヴィダー（Charles Vidor, ハンガリー語名：Károly Vidor, 1900年7月27日 - 1959年6月4日）は、ハンガリー出身のアメリカ合衆国の映画監督である。主にミュージカル、コメディ、フィルム・ノワールといった多様なジャンルの作品を手がけ、特にリタ・ヘイワース主演の『ギルダ』（1946年）でその名を広く知らしめた。

## 生い立ちと初期のキャリア
チャールズ・ヴィダーは1900年7月27日にオーストリア＝ハンガリー帝国のブダペストで、ユダヤ系の家庭に生まれた。第一次世界大戦中にはオーストリア＝ハンガリー軍で中尉として従軍している。戦後、彼はドイツのUFAスタジオで働き、サイレント映画時代の終わりに頭角を現した。
1922年にアメリカ合衆国へ移住したヴィダーは、当初、イングリッシュ・グランド・オペラ・カンパニーのバス歌手として活動し、ブロードウェイのコーラスボーイも経験した。ハリウッドに移った後、アレクサンダー・コルダの助手を務め、ユニバーサル・ピクチャーズの編集部門で働くことになる。彼の最初の監督作品は、1929年の短編映画『ザ・ブリッジ』（The Bridge）である。長編映画の監督デビューは1933年の『センセーション・ハンターズ』（Sensation Hunters）であった。この後、彼は多くのB級映画を監督した。

## 主要な監督作品とコロンビア・ピクチャーズ時代
1930年代後半、ヴィダーはコロンビア・ピクチャーズと契約を結び、キャリアの転換期を迎える。この時期の初期の作品には、心理分析を犯罪映画に導入しようとした初期の試みであるフィルム・ノワール『ブラインド・アレイ』（Blind Alley, 1939年）がある。
彼の名声を確立したのは、ジェローム・カーンとアイラ・ガーシュウィンによる楽曲をフィーチャーした豪華なミュージカル映画『カバーガール』（Cover Girl, 1944年）である。この作品はリタ・ヘイワースとジーン・ケリーが主演し、興行的に大成功を収め、ヴィダーは売れる監督としての地位を確立した。
そして、彼の代表作として広く認識されているのが、リタ・ヘイワース主演のフィルム・ノワール『ギルダ』（1946年）である。この作品は、その退廃的な雰囲気とヘイワースの魅惑的な演技で高い評価を得た。ヴィダーは、リタ・ヘイワースを主演に『疑問のレディ』（The Lady in Question, 1940年）、『カバーガール』、『ギルダ』、そして『カルメンの恋』（The Loves of Carmen, 1948年）の4作品で起用している。彼は俳優の演技を引き出すことに長けており、コーネル・ワイルド（『楽聖ショパン』, 1945年）、ジェームズ・キャグニー（『情欲の悪魔』, 1955年）、ヴィットリオ・デ・シーカ（『武器よさらば』, 1957年）をアカデミー賞ノミネートに導いた。
コロンビア映画のハリー・コーン社長とは緊張関係にあったものの、彼は自身の契約を買い取ってフリーランスの監督として活動する道を選んだ。

## 後期の作品と死去
コロンビア退社後も、『アンデルセン物語』（Hans Christian Andersen, 1952年）、ジェームズ・キャグニー主演の『情欲の悪魔』（Love Me or Leave Me, 1955年）、グレース・ケリー主演の『白鳥』（The Swan, 1956年）、フランク・シナトラ主演の『ジョーカーは真っ青』（The Joker Is Wild, 1957年）、そしてヘミングウェイ原作の『武器よさらば』（A Farewell to Arms, 1957年）など、数々の作品を監督した。
1959年6月4日、ヴィダーはオーストリアのウィーンで心臓発作のため死去した。58歳であった。彼はフランツ・リストの生涯を描いた『わが恋は終りぬ』（Song Without End, 1960年）の撮影中に倒れ、この作品はジョージ・キューカーによって完成された。
チャールズ・ヴィダーは、特定の一貫したスタイルを持つ「作家監督」として評価されることは少ないが、ホラー、スクリューボール・コメディ、犯罪ドラマ、ミュージカルなど、多様なジャンルにおいて高い技術と手腕を発揮した職人監督として知られている。特にダンスシーンにおけるカメラワークは評価が高く、『カバーガール』におけるジーン・ケリーの反射を使ったダンスシーンはその好例である。

## 私生活
ヴィダーは生涯で4度結婚している。
1. フランセス・ヴァローン（Frances Varone, 1927年 - 1931年離婚）
2. カレン・モーリー（Karen Morley, 1932年 - 1943年離婚） - 1人の息子、マイケル・チャールズ2世をもうける。
3. エヴリン・キース（Evelyn Keyes, 1943年 - 1945年離婚）
4. ドリス・ワーナー（Doris Warner, 1945年 - 1959年彼の死まで） - ワーナー・ブラザースの社長ハリー・ワーナーの娘。2人の息子、クエンティンとブライアンをもうける。

キング・ヴィダー（King Vidor）とは血縁関係がない。

## フィルモグラフィー（主な監督作品）
- 『センセーション・ハンターズ』（Sensation Hunters, 1933年）
- 『ブラインド・アレイ』（Blind Alley, 1939年）
- 『疑問のレディ』（The Lady in Question, 1940年）
- 『無頼漢』（The Desperadoes, 1943年）
- 『カバーガール』（Cover Girl, 1944年）
- 『楽聖ショパン』（A Song to Remember, 1945年）
- 『ギルダ』（Gilda, 1946年）
- 『カルメンの恋』（The Loves of Carmen, 1948年）
- 『アンデルセン物語』（Hans Christian Andersen, 1952年）
- 『ラプソディ』（Rhapsody, 1954年）
- 『情欲の悪魔』（Love Me or Leave Me, 1955年）
- 『白鳥』（The Swan, 1956年）
- 『ジョーカーは真っ青』（The Joker Is Wild, 1957年）
- 『武器よさらば』（A Farewell to Arms, 1957年）
- 『わが恋は終りぬ』（Song Without End, 1960年）※遺作、ジョージ・キューカーが完成